# Дирутенийцерий
Дирутенийцерий — бинарное неорганическое соединение
церия и рутения
с формулой CeRu2,
кристаллы.

## Получение
- Сплавление стехиометрических количеств чистых веществ:

{\displaystyle {\mathsf {Ce+2Ru\ {\xrightarrow {1570^{o}C}}\ CeRu_{2}}}}

## Физические свойства
Дирутенийцерий образует кристаллы
кубической сингонии, пространственная группа F d3m, параметры ячейки a = 0,75364 нм, Z = 8,
структура типа магнийдимедь Cu2Mg (фаза Лавеса)
.
Соединение образуется по перитектической реакции при температуре 1570°C 
(или плавится при 1539 °C ).